# Wolfram Huhn
Wolfram Huhn (* 3. Dezember 1973 in Würzburg) ist ein ehemaliger deutscher Ruderer, der 1996 eine olympische Silbermedaille im Achter gewann.
Huhn startete für den ARC Würzburg. 1992 war er Juniorenweltmeister im Vierer mit Steuermann. 1994 gewann er im Vierer seinen ersten deutschen Meistertitel in der Erwachsenenklasse; 1995 belegte er mit dem Vierer den vierten Platz bei der Weltmeisterschaft in Tampere. 1996 rückte Huhn in den Deutschland-Achter auf. Bei den Olympischen Spielen 1996 in Atlanta erreichte der deutsche Achter fast zwei Sekunden hinter dem niederländischen Boot das Ziel und gewann die Silbermedaille. Für diesen Erfolg wurden er und die deutsche Achtermannschaft mit dem Silbernen Lorbeerblatt ausgezeichnet.
1999 und 2000 war Wolfram Huhn noch zweimal Deutscher Meister im Vierer mit Steuermann. Bei der Weltmeisterschaft 2000 in den nichtolympischen Bootsklassen gewann er die Bronzemedaille im Vierer mit Steuermann.